# Dasychira albilunulata
Dasychira albilunulata är en fjärilsart som beskrevs av Karsch 1895. Dasychira albilunulata ingår i släktet Dasychira och familjen tofsspinnare. Inga underarter finns listade i Catalogue of Life.